# Kim Kataguiri
Kim Patroca Kataguiri (Salto, 28 de janeiro de 1996) é um político, ativista e youtuber nipo-brasileiro. Ficou conhecido por ter sido um dos cofundadores e coordenadores do Movimento Brasil Livre, sendo uma das principais figuras do movimento liberal brasileiro moderno. Segundo Kataguiri, ele foi apresentado ao pensamento liberal depois de ler obras de Ludwig von Mises. Foi eleito deputado federal por São Paulo em 2018 e reeleito em 2022. Atualmente é filiado ao União Brasil.
Como ativista, esteve à frente dos movimentos pelo impeachment da então presidente Dilma Rousseff. Também já expôs suas ideias como colunista da Folha de S.Paulo e do The Huffington Post Brasil.
É autor dos livros Quem é esse moleque para estar na Folha?, sobre sua passagem como colunista na Folha de S.Paulo, e Como um grupo de desajustados derrubou a presidente – MBL: A Origem, contando a origem do Movimento Brasil Livre e sobre os protestos que culminaram no impeachment de Dilma Rousseff.

## Origens, família e educação
Kim Kataguiri é filho do metalúrgico Paulo Atuhiro Kataguiri e da dona de casa Claudia Cristina Patroca Kataguiri. Seu pai era paulista, filho de japoneses, sendo que a avó de Kim nasceu em Nagano. Segundo Kim, a família descende de Kataguiri Katsumoto (1556-1615), que fazia parte de um clã samurai e foi um renomado mediador de conflitos de fronteiras. Por sua vez, a mãe de Kim é paraense e descendente de italianos e portugueses. Apesar de ter nascido no município de Salto, foi criado em Indaiatuba, ambas no interior de São Paulo, situadas respectivamente nas regiões vizinhas de Sorocaba e Campinas.

Kataguiri em 2022

Em 2009, ainda na adolescência, criou um canal no YouTube para tratar de assuntos ligados à política, economia e atualidades. Em 2013, concluiu o ensino médio no Colégio Técnico de Limeira (COTIL), uma instituição mantida pela Universidade Estadual de Campinas (UNICAMP), mesmo ano em que publicou um vídeo no YouTube questionando o Bolsa Família, que o levou a tornar-se próximo de críticos do governo da então presidente da República, Dilma Rousseff, e do Partido dos Trabalhadores, como o apresentador Danilo Gentili.
Em 2014, ingressou na Universidade Federal do ABC (UFABC) para cursar a graduação de economia, mas interrompeu o curso no mesmo ano. Na mesma época, em contexto de crise política e econômica no país, foi co-fundador do Movimento Brasil Livre ao lado dos irmãos Renan e Alexandre Santos e Frederico Rauh, organização criada em 1 de novembro de 2014 que esteve a frente de uma série de manifestações a favor do impeachment da ex-presidente Dilma Rousseff e pelo combate à corrupção.
Em 2015, tornou-se colunista do jornal Huffington Post Brasil e, em 2016, passou a assinar uma coluna na Folha de S.Paulo. Além disso, também em 2016, Kim Kataguiri passou no vestibular doInstituto de Direito Público (IDP) em São Paulo, ingressando na primeira turma do curso de direito da instituição.
Em outubro de 2015, a revista americana Time classificou Kataguiri como um dos jovens mais influentes do mundo naquele ano.

## Manifestações pelo MBL

### Marcha para Brasília
Em maio de 2015, Kim Kataguiri organizou e liderou a marcha para Brasília para pressionar os congressistas pelo impeachment de Dilma Rousseff. No dia 24 do mesmo mês, durante a marcha, foi atropelado por um motorista embriagado. Segundo Kim, “o motorista estava dirigindo com duas vezes mais álcool que o limite", acrescentando que "todo mundo ficou indignado" e que "foi uma irresponsabilidade tremenda dirigir nessas condições e acima do limite de velocidade”.

### Contra o governo Dilma

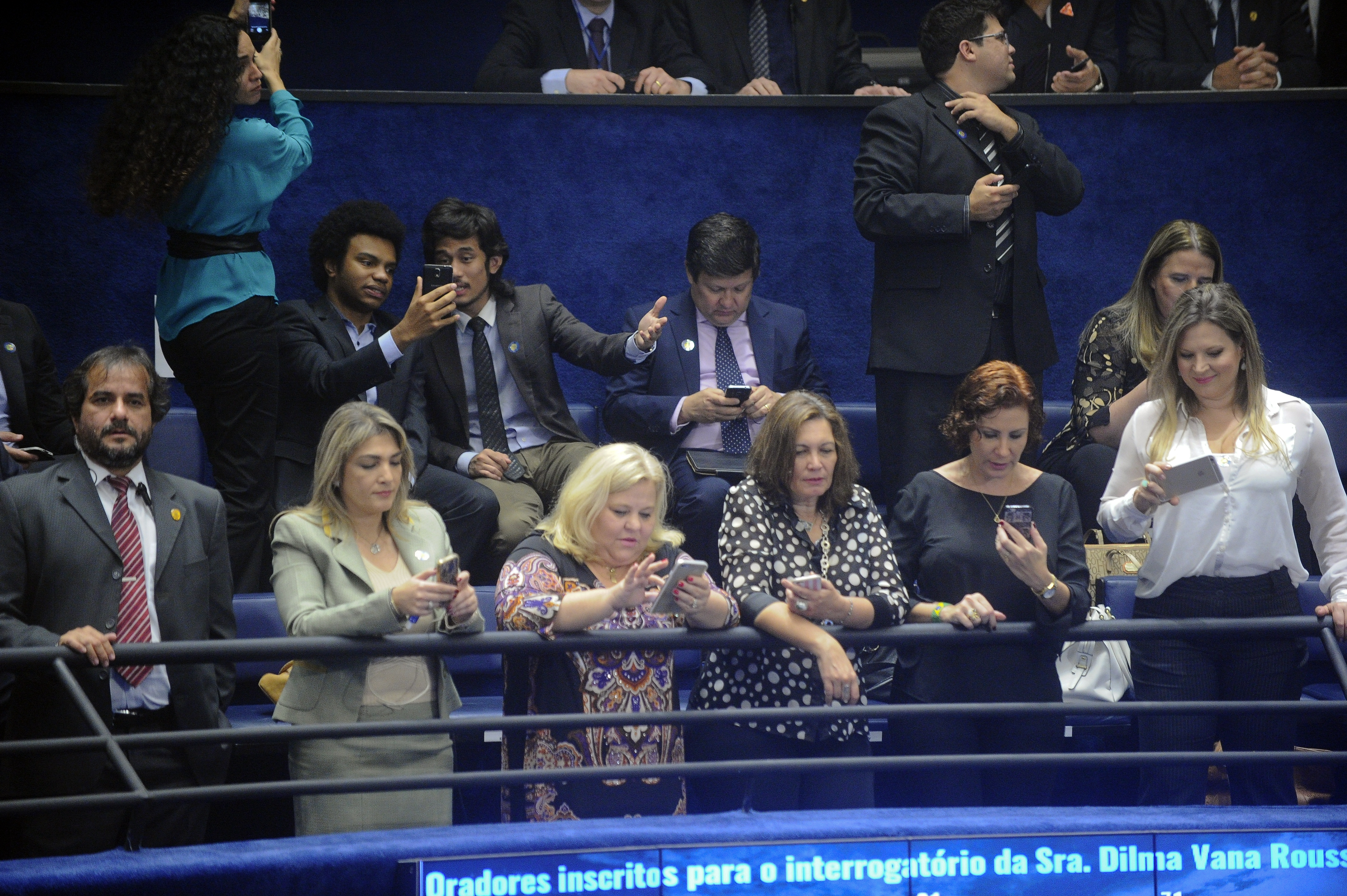
Fernando Holiday, Kataguiri (sentados, ao celular) e Joice Hasselmann (à direita, de branco), Carla Zambelli e Bia Kicis em 29 de agosto de 2016 no Senado, acompanhando uma das votações do processo de impeachment. Nessa época, Kataguiri não era ainda deputado.

Em dezembro de 2015, Kim Kataguiri postou em seu Twitter uma foto ao lado de Ney Matogrosso, no qual dizia que o cantor apoiava as manifestações pró-impeachment de Dilma Rousseff. No mesmo dia, Ney Matogrosso desmentiu o teor do encontro, alegando que foi abordado por Kataguiri em uma lanchonete apenas para tirar uma foto. Já em outubro de 2016, uma decisão judicial determinou que o Facebook retirasse do ar publicações de Kataguiri que envolvessem o nome de Ney Matogrosso como defensor do impeachment de Dilma Rousseff.
Em 13 de março de 2016, em entrevista à Jovem Pan, Kim falou sobre os protestos contra o governo Dilma Rousseff, tendo sido o maior protesto da história do Brasil.  Apesar de a mídia televisiva ter noticiado pouco sobre sua participação, a enorme adesão às manifestações se deu pela convocação de grupos como o Movimento Brasil Livre (MBL), que teve Kim como coordenador, e o Vem Pra Rua. De acordo com institutos de pesquisa, com a Polícia Militar e com historiadores consultados pelo jornal Estadão, a manifestação superou, em termos de adesão, as manifestações das Diretas Já e do movimento conhecido como Jornadas de Junho, em 2013, organizado pelo Movimento Passe Livre. A maior concentração de manifestantes ocorreu em São Paulo, assim como já havia acontecido em março do ano anterior, no primeiro grande protesto contra a gestão Dilma e o PT.  Segundo a PM, 1,4 milhão de pessoas foram à Avenida Paulista.  Os protestos tiveram forte apelo contra a corrupção, pela ética pública e pelo fim da impunidade.

### Contra as ocupações das escolas
Em novembro de 2016, Kim Kataguiri participou de um protesto contra as ocupações nas escolas, que ele chama de invasões, no pátio da reitoria da universidade UFRGS, em Porto Alegre.  Kim e o MBL já haviam se mostrado contrários às ocupações.

### Pela prisão em segunda instância
Em abril de 2018, o MBL e o Vem pra Rua (VPR) convocaram manifestações em defesa da prisão do ex-presidente Luiz Inácio Lula da Silva após sua condenação em segunda instância na Operação Lava Jato. Em resposta às convocações, na terça-feira do dia 3 de abril, manifestantes foram às ruas em 23 estados e no Distrito Federal em pedidos para que o Supremo Tribunal Federal (STF) negasse habeas corpus ao ex-presidente Lula e em favor da prisão em segunda instância.  À época das manifestações, Kim Kataguiri afirmou que o STF não deveria se deixar pressionar, mas que o ato seria um "contraponto" à pressão de parlamentares e advogados pela liminar de não prender Lula enquanto não houvesse julgamento do habeas corpus. Já na tarde do dia 4 de abril, o STF rejeitou por 6 votos a 5 o pedido de habeas corpus preventivo da defesa e com isso autorizou a prisão do ex-presidente Lula.

### Contra oFacebook
Em 26 de julho de 2018, os coordenadores do MBL fizeram uma manifestação em frente ao prédio de onde fica a sede do Facebook, no Itaim Bibi, em São Paulo. A manifestação foi feita porque "foram derrubadas páginas que defendem ideias liberais e conservadoras em plena eleição", segundo Kim. Foram removidas 196 páginas e 87 perfis na rede social como parte da política de combate à disseminação de notícias falsas.

## Primeiro mandato de deputado federal (2019–2022)

### Eleição de 2018

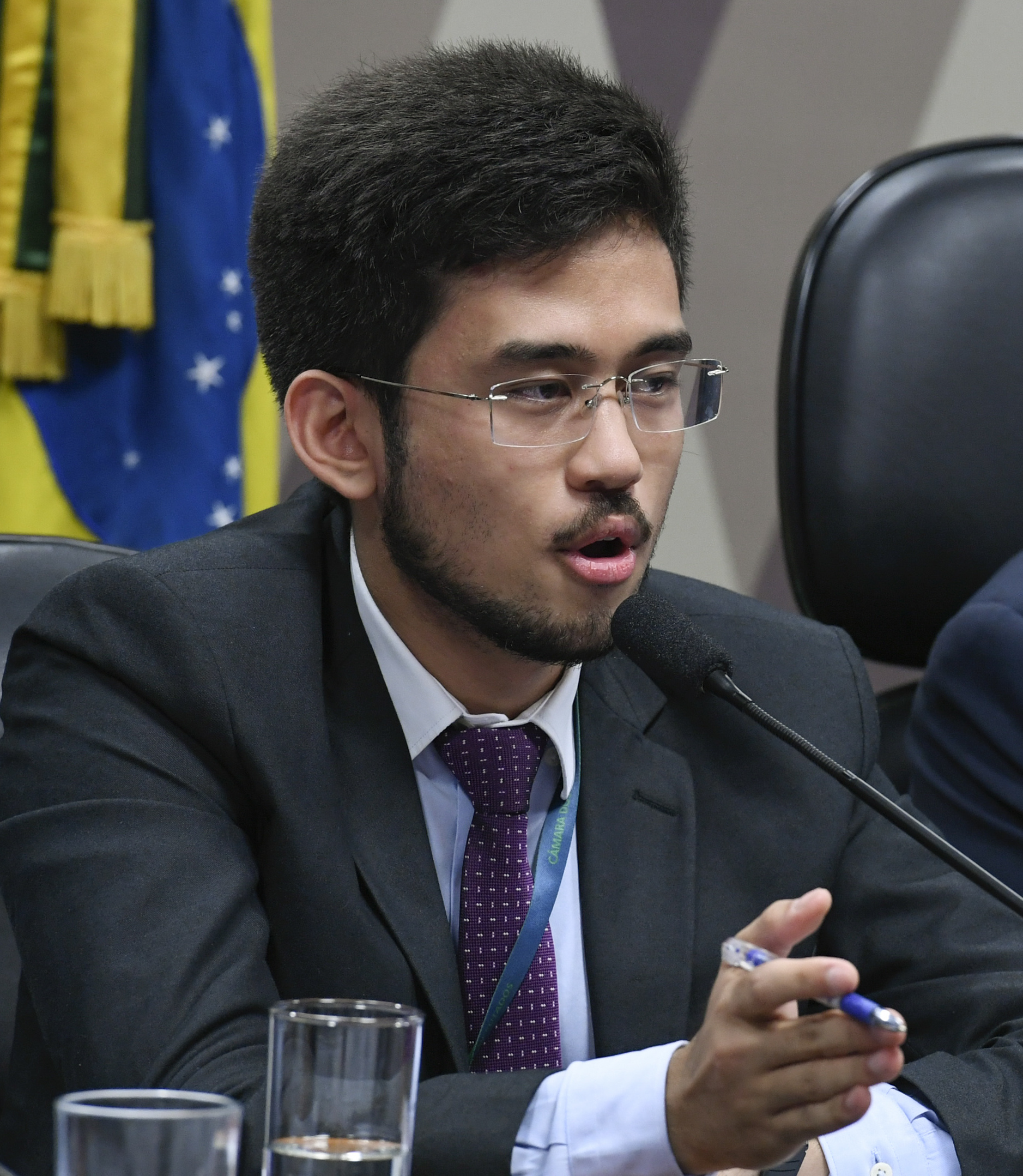
Kataguiri em 2018

Nas eleições de 2018, Kim Kataguiri candidatou-se ao cargo de deputado federal por São Paulo na legenda do Democratas (DEM).  Angariando 465 310 votos, foi o quarto candidato com maior número de votos de São Paulo e elegeu-se como o deputado mais jovem da história do país, então com 22 anos de idade.

### Ações em seu mandato
No exercício do mandato, se concentrou nas áreas da administração pública, economia e previdência, atuando como vice-líder e participando de blocos parlamentares.  Com relação às comissões permanentes, foi titular da Comissão de Trabalho, de Administração e Serviço Público (CTASP). Quanto às comissões especiais, foi segundo vice-presidente da Comissão Especial sobre Competência Legal para Investigação Policial; e titular da Comissão Especial sobre Parcerias Público-Privadas; da Comissão Especial sobre Startups; da Comissão Especial do Código de Processo Penal; da Comissão Especial do Marco do Saneamento Básico; da Comissão Especial sobre Competência Legal para Investigação Policial; e da Comissão Especial criada para analisar o projeto de lei n. 1.917, de 2015, relativo à Portabilidade da Conta de Luz.  Além disso, foi ainda titular da Comissão Externa do Ministério da Educação e terceiro vice-presidente da CPI de Práticas Ilícitas no Âmbito do Banco Nacional de Desenvolvimento Econômico e Social (BNDES).
Em março de 2020, Kataguiri afirmou ter proposto o corte de 50% dos salários dos deputados — o que inclui seu próprio salário — para captar recursos para combater o novo coronavírus.
Em abril de 2020, a Câmara dos Deputados aprovou o Projeto de Lei 848/20, de autoria do deputado Kim Kataguiri, que atribui validade por prazo indeterminado às receitas de medicamentos sujeitos a prescrição e de uso contínuo durante o estado de calamidade pública relacionada ao novo coronavírus. O projeto foi aprovado pelo Senado em julho de 2020 e sancionado pelo presidente Jair Bolsonaro no dia 28 do mesmo mês.  O PL, transformado na Lei Ordinária 14.028/20, busca diminuir o risco de contaminação pela Covid-19, uma vez que acaba com a necessidade de comparecer ao sistema de saúde para obter novas prescrições. De acordo com o texto sancionado, as únicas receitas que continuarão vencendo são aquelas a respeito de medicamentos com tarja preta ou antibióticos.
Em setembro de 2020, Kataguiri apresentou na Câmara o Projeto de Lei 4474/20, que torna facultativa a frequência em autoescolas para a obtenção da Carteira Nacional de Habilitação (CNH). O texto em análise na Câmara dos Deputados altera o Código de Trânsito Brasileiro. Conforme a proposta, para os exames escritos (legislação de trânsito e primeiros socorros), os órgãos de trânsito deverão oferecer material gratuito em seu sítio eletrônico, permitindo a auto-instrução. Já para o exame prático de direção, realizado na via pública, a instrução poderá ser feita por instrutor independente, credenciado junto aos órgãos de trânsito. De acordo com Kim, o objetivo da medida é tornar o processo de obtenção da CNH “menos burocrático e custoso”. Além disso, ainda em setembro de 2020, foi aprovado no plenário da Câmara dos Deputados o PL 1485/20 que dobra a pena para casos de corrupção na pandemia. Kim é coautor do projeto junto com outros 22 parlamentares. A matéria foi ao Senado mas ainda não foi votada.
Em dezembro de 2020, a Câmara dos Deputados aprovou o Marco Legal das Startups, projeto que busca incentivar as empresas de inovação no país. O projeto, no qual Kim é coautor, foi aprovado no Senado em fevereiro de 2021 mas, como foi aprovado com algumas emendas, voltará para a Câmara para ser votado novamente.
Já em fevereiro de 2021, Kataguiri protocolou na Câmara um projeto que busca reformar a lei do sistema de inteligência, para impedir seu uso político. A ideia é inibir que governantes usem a Agência Brasileira de Inteligência (Abin) para fins pessoais. Um dos incisos do projeto de lei veda a coleta o tratamento e o compartilhamento de informações com finalidade de beneficiar interesses privados de autoridades ou ocupantes de cargos públicos. Além disso, proposta também proíbe a coleta de informações que versem sobre orientação política, filosófica ou ideológica de indivíduos que são alvos da investigação e que não coloquem em risco defesa da soberania nacional. No final desse mesmo mês, Kim Kataguiri entrou com mandado de segurança para interromper a tramitação da PEC 3/2021 que amplia a imunidade parlamentar sob o argumento de que o texto fere o princípio de inafastabilidade da jurisdição. Dessa forma, de acordo com o deputado, o dispositivo violaria o direito de um cidadão comum processar um deputado federal ou senador que cometesse crime contra a honra na tribuna, por exemplo. Em represália, o presidente da Câmara, Arthur Lira, retirou Kim da relatoria da Lei Geral do Licenciamento Ambiental. Sobre a mesma pauta, Kim Kataguiri impetrou um mandado de segurança no STF que teve a liminar negada pelo ministro Luís Roberto Barroso sob a alegação de que, "salvo hipóteses extremas", o Judiciário não deve interferir em tema que está em discussão no Congresso Nacional e de que uma possível inconstitucionalidade só pode ser aferida depois que a proposta for aprovada.
Em 26 de janeiro de 2022, Kataguiri, junto a outras lideranças do MBL, filiou-se ao Podemos (PODE) para apoiar a candidatura de Sergio Moro à presidência da República. Menos de dois meses depois, as mesmas lideranças do MBL, incluindo Kataguiri decidiram deixar o partido, depois de polêmicas envolvendo o deputado estadual Arthur do Val.
Em 27 de maio de 2022, foi eleito presidente da Comissão de Educação da Câmara dos Deputados. Prometeu dar prioridade em projetos e investimentos para a primeira infância e investigar as denúncias de corrupção no Ministério da Educação, afirmando que "O problema de gestão no ensino brasileiro também envolve canalhice. Roubar dinheiro da educação compromete a vida de famílias inteiras".

### Controvérsia no Flow Podcast
Em fevereiro de 2022, durante sua participação no Flow Podcast, Kim Kataguiri afirmou que a Alemanha errou ao criminalizar o nazismo. Ao falar sobre discriminação contra minorias, o deputado citou o exemplo do nazismo e disse que a ideologia não deveria ter sido criminalizada. “Qual é a melhor maneira de impedir que um discurso mate pessoas e que um grupo étnico racial morra? É criminalizar? Ou é deixar que a sociedade tenha uma rejeição social?”, declarou o deputado. Tabata Amaral perguntou ao congressista se ele concorda com a criminalização do nazismo na Alemanha e ele afirmou que não. Ele fez uma live junto ao professor Heni Ozi Cukier explicando seu posicionamento anterior, dizendo que a Alemanha não errou em criminalizar o nazismo, mas que durante o programa se referia a criminalização de obras escritas como o Mein Kampf, escrito por Adolf Hitler.
Segundo Vítor Sandes, cientista político e professor adjunto da Universidade Federal do Piauí (UFPI), "dentro do contexto do Estado Democrático de Direito, que é baseado em direitos civis, direitos políticos e direitos sociais, parte-se do pressuposto de que todo indivíduo tem direito à vida, e esse direito à vida deve ser resguardado pelo Estado (...) Então não é concebível um modelo de partido ou de qualquer outro tipo de organização política que defenda o genocídio de povos. É inconcebível dentro do contexto do Estado Democrático de Direito, ele contradiz a essência desse tipo de Estado."
Como reflexo do caso, Kataguiri foi alvo de críticas e xingamentos por diversas pessoas em redes sociais, mais notoriamente o ex-deputado Jean Wyllys, e moveu uma ação contra elas por imputação de apologia ao nazismo, mas não teve sucesso.

## Candidatura à reeleição (2022)
Em 2022, foi candidato a deputado federal pela segunda vez, dessa vez pelo União Brasil. Sua campanha, que fez diversas peças usando referências a animes, foi de ataque aos principais candidatos à presidência do Brasil, Lula e Bolsonaro, sendo listada como uma das mais inusitadas do ano. Foi eleito com 295.460 votos.

## Pré-candidatura à prefeitura de São Paulo (2023–2024)
Em 2023, Kataguiri participou de uma prévia interna do MBL para decidir o pré-candidato do movimento à prefeitura de São Paulo em 2024, onde os membros poderiam escolher entre Kim e o deputado estadual paulista Guto Zacarias. Com 9.951 votos totais, Kim teve a preferência de 56,1% dos eleitores, derrotando Guto e se tornando o pré-candidato oficial do movimento, que ainda teria que convencer o partido União Brasil a lançá-lo como candidato.
Durante os meses seguintes de 2023 e os primeiros sete meses de 2024, Kataguiri seguiu com sua pré-candidatura, sendo o primeiro dos pré-candidatos à prefeitura de São Paulo a apresentar um plano de governo, mas ela foi negligenciada pelo União Brasil, tendo a possibilidade de sua candidatura sido negada diversas vezes por Milton Leite, presidente da legenda em São Paulo e presidente da Câmara Municipal da cidade.
Apesar de seus esforços, Kim desistiu de sua candidatura em 1º de agosto de 2024 devido às pressões mencionadas, apoiando a candidatura à reeleição de Ricardo Nunes, tendo esse último se comprometido a adotar duas de suas propostas num acordo mediado por Tarcísio de Freitas.

## Publicações
Em 2017, lançou um livro chamado Quem é esse moleque para estar na Folha?, em referência a sua contratação como colunista no jornal Folha de S.Paulo. Kim afirma que ser liberal de direita é a nova contracultura, e que esse movimento não pertence mais à esquerda.  O livro é um compilado de suas colunas para a Folha, escritas entre janeiro de 2016 e março de 2017.  O prefácio do livro foi assinado pela jurista Janaína Paschoal, uma das autoras do pedido de impeachment de Dilma Rousseff.
Já em 2019, ao lado de Renan Santos, lançou o livro Como um grupo de desajustados derrubou a presidente - MBL: A Origem, que narra o surgimento e a atuação do Movimento Brasil Livre (MBL) e descreve como o movimento contribuiu para o impeachment de Dilma Rousseff.

## Histórico eleitoral
| Ano  | Cargo            | Partido | Partido | Coligação       | Partidos           | Votos para Kataguiri | Votos para Kataguiri | Votos para Kataguiri | Resultado | Ref.          |
| Ano  | Cargo            | Partido | Partido | Coligação       | Partidos           | Total                | %                    | P.                   | Resultado | Ref.          |
| ---- | ---------------- | ------- | ------- | --------------- | ------------------ | -------------------- | -------------------- | -------------------- | --------- | ------------- |
| 2018 | Deputado federal |         | DEM     | PSDB-PSD-DEM-PP | PSDB, PSD, DEM, PP | 465.310              | 2,20%                | 4º                   | Eleito    | [ 73 ] [ 74 ] |
| 2022 | Deputado federal |         | UNIÃO   | sem coligação   | UNIÃO              | 295.460              | 1,24%                | 8º                   | Reeleito  | [ 61 ]        |